# Ulrico de Dinamarca (1611-1633)
Ulrico de Dinamarca (2 de febrero de 1611 - 12 de agosto de 1633) fue un hijo del rey Cristián IV de Dinamarca y su consorte, la reina Ana Catalina de Brandeburgo.

## Biografía
Como el cuarto hijo, tenía el rango meramente titular de Duque de Holstein y Schleswig, Stormarn y Ditmarsh; sin embargo, no participó en el gobierno condominial ducal real de Holstein y Schleswig, ejercido por los jefes de las casas de Oldenburg (real) y su rama cadete Holstein-Gottorp (ducal). En 1624 Ulrik fue nombrado administrador de la Príncipe-Obispado de Schwerin como Ulrich III. Sin embargo, en 1628 la conquista de Wallenstein del príncipe-obispado de facto lo depuso. Su padre tuvo que renunciar a todas las reclamaciones de su familia a los príncipes-obispados en 1629. Cuando en 1631 las fuerzas suecas reconquistaron el príncipe-obispado Ulrik no pudo volver a ocupar el cargo de administrador.

### Carrera eclesiástica
Durante su primera infancia, fue criado bajo la supervisión de Beate Huitfeldt. En 1617 Niels Frandsen, corrector en Roskilde, se convirtió en maestro del duque Ulrik. Unos años más tarde, Christian IV ejerció su influencia para proporcionar a su tercer hijo Frederick y Ulrik prebendarios en los príncipes obispados gobernados por los luteranos dentro del Sacro Imperio Romano .
En 1622, Ulrik recibió un canonato en el capítulo de la Catedral de Bremen , donde su hermano Frederick había sido nombrado coadjutor en septiembre de 1621, una función que generalmente incluía la sucesión a la sede. También en 1622 Ulrik fue elegido coadjutor del Príncipe-Obispado de Schwerin , donde su tío homónimo se desempeñó como Administrador Ulrich II. El plan para proporcionarle aún más el Príncipe-Obispado Pomerania de Cammin fracasó.
Cuando Federico, que se había convertido en coadjutor de la sede de Verden en noviembre de 1621, ascendió allí como Administrador Federico II del Príncipe-Obispado de Verden, Ulrik lo siguió a Verden sobre Aller. Cuando su tío Ulrich II murió repentinamente en 1624, él y su abuela, la consorte de la reina danesa Sophie de Mecklenburg-Güstrow, asistieron al funeral y entierro de Ulrich II en la Colegiata de Ss. Mary, John y Elisabeth de Hungría [de] en Bützow el 24 de mayo de 1624. Efectuaron con éxito la sucesión de Ulrik como Administrador Ulrich III de Schwerin. Como solo tenía 13 años, un mayordomo se instaló el gabinete, pero los súbditos del Príncipe-Obispado le rindieron homenaje en su visita a Bützow.
Ulrik luego desposeyó a su tía, Catherine Hahn -Hinrichshagen, la viuda de su tío Ulrich II. La había dotado con la mansión y las propiedades de Zibühl (una parte de la Dreetz de hoy en Mecklemburgo) como su dote alodial, que había comprado por 17,000 rixdólares en 1621. Después de una reconstrucción y mobiliario, incluyendo el accesorio de ella y su abrigo. Hahn se había mudado con las armas en el exterior. Al no tener el poder, accedió por el momento al despojo. Sin embargo, el 16 de diciembre de 1628, después de que Wallenstein había conquistado al príncipe-obispado, Hahn demandó a Ulrik en el Tribunal Ducal y el Tribunal de Tierras de Mecklemburgo. Debido a las fortunas cambiantes de la Guerra de los Treinta Años, el tribunal nunca emitió un veredicto.
Mientras tanto, Ulrik asistió a la Academia Sorø, y en 1627 fue confesado con el señorío Schleswig-episcopally Schwabstedt y las fincas con sus ingresos, que también habían pertenecido a su tío. Sin embargo, a diferencia de su tío, no fue nombrado obispo de Schleswig. Ese mismo año partió para un viaje a la República de los Siete Países Bajos y Francia, regresando en la primavera de 1628.
Poco después, el mismo año, fue a la guerra al servicio del rey Gustavus II Adolphus de Suecia durante su invasión de la Prusia ducal en el curso de la guerra polaco-sueca (1626-1629) . Logró el reconocimiento de Gustavus Adolphus antes de volver a su hogar en Dinamarca en noviembre de 1628. Mientras tanto, las tropas católicas de Leaguist bajo Albrecht von Wallenstein habían conquistado la mayor parte de Jutlandia, obligando a Christian IV a firmar el Tratado de Lübeck el 22 de mayo de 1629, estipulando que Christian IV en nombre propio y de sus hijos renunciaba a sus cargos de príncipe-episcopal. Así Ulrik perdió el ver Schwerin.

## Carrera militar
En apoyo de su tío materno Cristián IV, el rey Carlos I de Inglaterra, Irlanda y Escocia había enviado mercenarios ingleses y escoceses, que se encontraban en las marismas del oeste de Schleswig. En junio de 1629, Ulrik tuvo la tarea de garantizar su repatriación sobre el Mar del Norte. Luego viajó por Glückstadt nuevamente a la República Holandesa, luchando bajo el Stadtholder Frederick Henry, Príncipe de Orange en su asedio de 's-Hertogenbosch hasta su rendición el 14 de septiembre de 1629. Posteriormente, Ulrik regresó a Dinamarca. En abril de 1630 acompañó a su padre en su campaña contra Hamburgo, donde Ulrik corrió peligro mortal.
Al mismo tiempo, Christian IV intentó un acercamiento con el emperador Fernando II y Wallenstein para recuperar a Schwerin y Verden para sus hijos depuestos. Con este fin, Ulrik participó en la Dieta de los príncipes electores de Ratisbona en julio y noviembre de 1630 (en alemán : Regensburger Kurfürstentag ), donde consultó con Leopoldo V, Archiduque de Austria, hermano de Fernando II y Wallenstein, aunque todo fue en vano. Los príncipes electores, temiendo una posición demasiado fuerte para el emperador, hicieron cumplir la destitución de Wallenstein y suspendieron el edicto de restitución, lo que permitió al emperador católico restituir las propiedades y posesiones de la iglesia, en poder de los luteranos derrotados, a la Iglesia católica.
Ulrik viajó a Inglaterra a través de la República Holandesa para visitar a su primo el rey Carlos I, persuadiéndolo para que pagara una pensión anual a Ulrik. Ulrik pasó el invierno de 1630/31 en Dinamarca, antes de partir nuevamente en primavera para luchar por los gobernantes protestantes de Brandeburgo y Sajonia .
Mientras tanto, las tropas luteranas suecas habían conquistado al Príncipe-Obispado de Schwerin ocupado por los católicos, por lo que Ulrik esperaba recuperar su reino de Gustavo Adolfo. Con este fin, Ulrik incluso consideró el matrimonio con la princesa Christina de Suecia . Pero independientemente de este esfuerzo y las nuevas negociaciones del lado de Christian IV con los príncipes, el emperador y Wallenstein no aceptaron la restitución de Ulrik.
Cansado de viajar, Ulrik obtuvo el consentimiento de su padre para ingresar al servicio militar sajón. En febrero de 1632 se fue a Juan Jorge I, elector de Sajonia. No le gustaba la vida en la corte de Dresde, donde la gente estaba más preocupada por vivir bien que por la guerra en curso. Así que Ulrik estaba encantado una vez que se lanzó a una campaña como coronel en el ejército sajón en marzo de 1632. Avanzó al rango de general de la artillería electoral sajona.
En Dinamarca, Ulrik reclutó una compañía de coraceros bajo su mando y, en verano, se unió al ejército electoral sajón bajo Hans Georg von Arnim-Boitzenburg para Silesia . Probablemente participó en la conquista de Gross-Glogau y se quedó en Neisse a finales de año. Allí, en un colegio jesuita, encontró el globo celestial de Tycho Brahe, que envió a su hogar en Dinamarca como botín de guerra. Después de un invierno tranquilo y pacífico en 1632/1633, la lucha se reanudó en enero, y Ulrik tuvo la oportunidad de sobresalir.
Al mismo tiempo, resurgió el plan para el matrimonio de Ulrik con Christina, pero fue rechazado por Axel Oxenstierna. Mientras que el propio interés de Ulrik estaba aún más preocupado por el Príncipe-Obispado de Schwerin. En mayo de 1633 Wallenstein había sido reelegido a cargo del ejército imperial. Sus intentos de negociar con el enemigo protestante regularmente dieron lugar a armisticios, y durante uno de ellos Ulrik conoció a Wallenstein. Durante los esfuerzos de guerra, interrumpiendo las negociaciones, Ulrik volvió a destacar, infligiendo a los jinetes croatas imperiales una significativa derrota. Comenzaron nuevas conversaciones de paz entre las dos partes, y Ulrik participó en ellas.
El 11 de agosto de 1633, durante una de estas reuniones en Schweidnitz, fue herido de muerte por un disparo inesperadamente traicionero de un jinete imperial, y murió la noche siguiente. Su cuerpo fue llevado primero a Liegnitz y de allí a Dresde, donde permaneció hasta la primavera de 1634. Después de un funeral, fue llevado a Copenhague e instalado en la Iglesia de Nuestra Señora hasta que sus restos mortales encontraron su descanso final en la capilla de Christian IV en la catedral de Roskilde en 1642.

## Otras ocupaciones
Además de ser valiente, Ulrico se caracterizó por tener un amplio conocimiento de idiomas e intereses literarios, además de un pequeño talento para el dibujo, la pintura, la música y la recitación de poemas. Particularmente en su último año, solía relacionarse con el poeta Martin Opitz, en ese momento considerado el mejor poeta de la lengua alemana. En 1631, Ulrik ya había publicado un pequeño opúsculo satírico, "Strigelis vitiorum" (regañando a los vicios), en el que se mostraba especialmente duro con el abuso de la bebida, un vicio que aparentemente odiaba. A diferencia de muchos de sus contemporáneos, era bastante libre. Y con todo esto iba de la mano una rara frescura y entusiasmo por la acción.
- Datos: Q559253
- Multimedia: Ulrik of Denmark (1611-1633) / Q559253